# Conjunto megalítico de Rosas

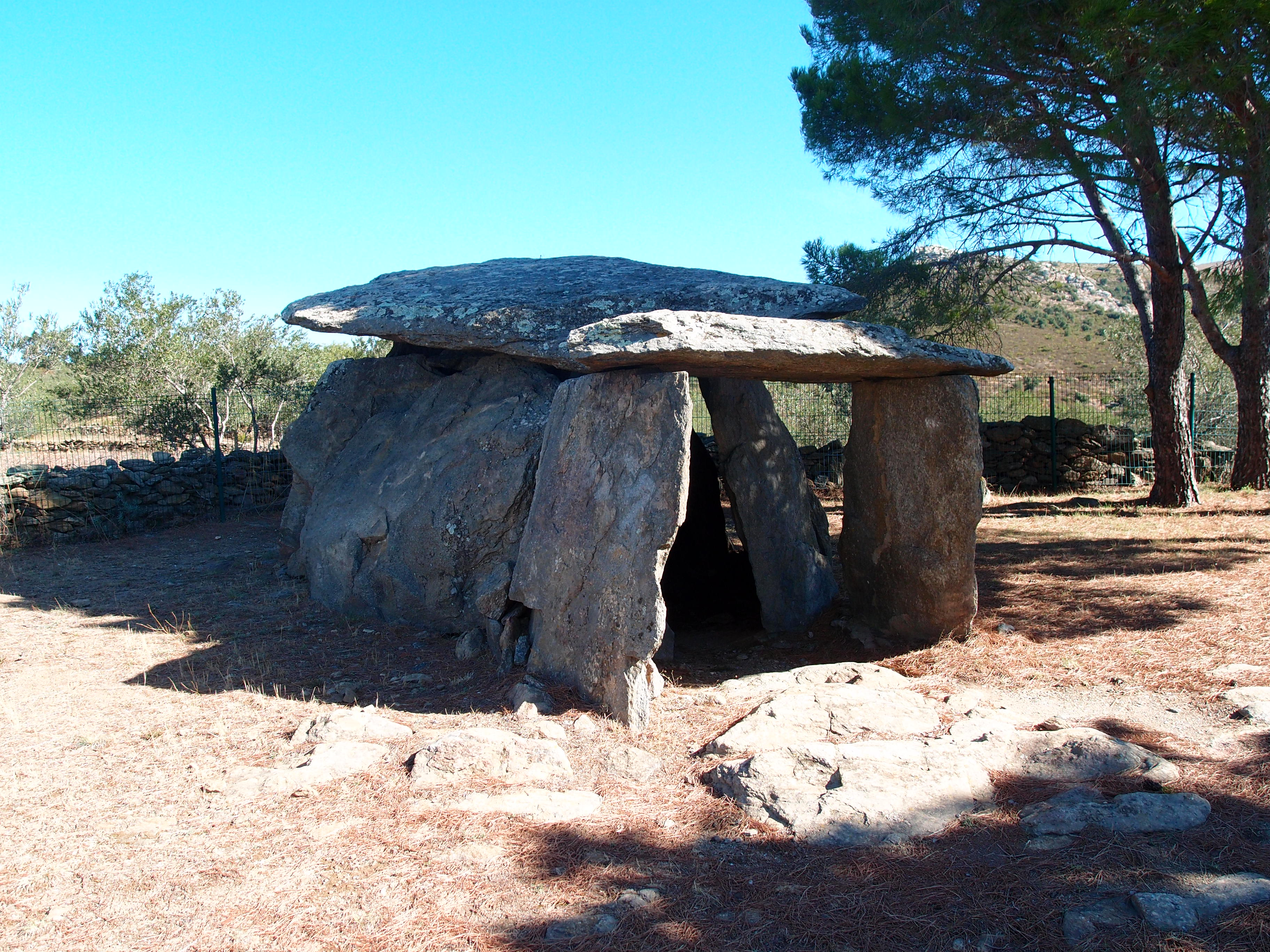
Dolmen de la Creu d’en Cobertella.

En la villa de Rosas, perteneciente a la comarca del Alto Ampurdán, provincia de Gerona, España, se encuentra este conjunto megalítico constituido por dólmenes y numerosos menhires distribuidos a lo largo de las montañas del Cabo de Creus. El conjunto megalítico de Rosas es uno de los más completos e impresionantes de la Costa Brava.

## Lugares de interés del conjunto

### Dolmen de la Creu d'en Cobertella (3000-2700a.C.)
El dolmen de la Creu d'en Cobertella, que es el más grande de Cataluña, data del Neolítico y fue declarado monumento histórico-artístico en marzo de 1964. Dispone de una gran galería, cubierta por una losa de cuatro toneladas, que tiene las siguientes medidas: 5,20 m de longitud, 2,45 m de anchura y 2,14 m de altura.

### Cueva-dolmen del Rec de la Cuana
Datada aproximadamente en el 2500 a. C.

### Menhires de la Casa Cremada
Estos dos menhires datan del cuarto o del tercer milenio a. C. 